# Черченаско
Черчена̀ско (на италиански: Cercenasco; на пиемонтски: Sësnasch, Съснаск) е село и община в Метрополен град Торино, регион Пиемонт, Северна Италия. Разположено е на 256 m надморска височина. Към 1 януари 2020 г. населението на общината е 1781 души, от които 72 са чужди граждани.